# Генрик Зигальський
Генрик Зигальський (пол. Henryk Zygalski, 15 липня 1908, Познань, Німецька імперія — 30 серпня 1978, Лісс, Англія) —  польський вчений, математик і криптограф, який спільно з Маріаном Реєвським і Єжи Рожицьким в січні 1933 року розгадав механізм машини «Енігма», головного шифрувального пристрою, який використовувався нацистською Німеччиною.

## Життєпис

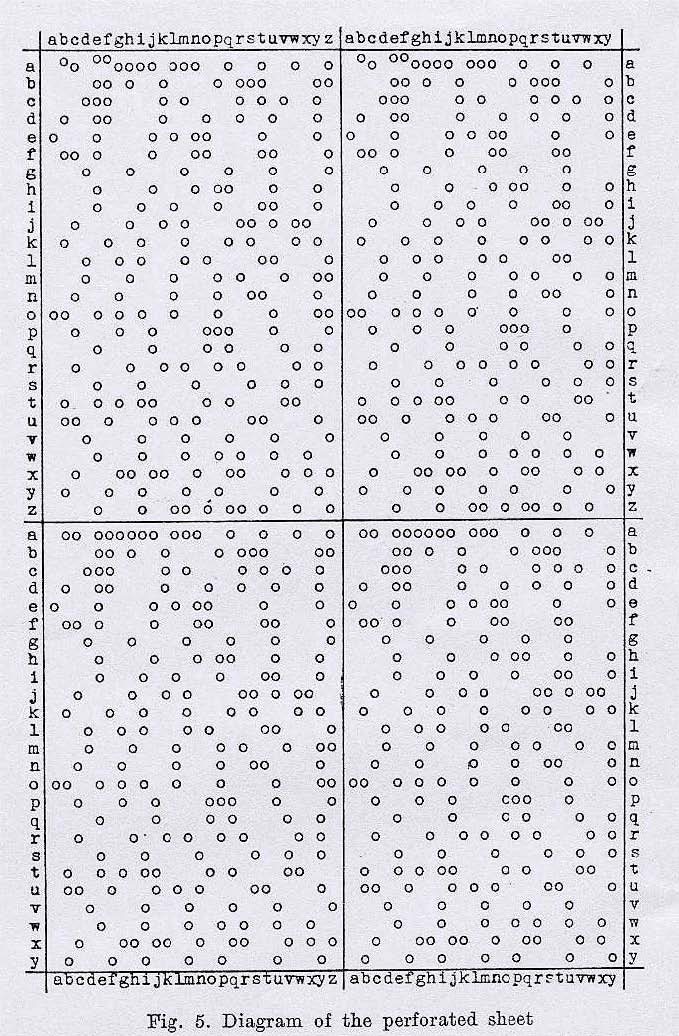
Аркуші (плахти) Зигальського

Закінчив ліцей св. Марії Магдалени в Познані. Працював в Познанському університеті. Був співробітником військової контррозвідки (Бюро шифрів № 4). Колектив дешифровщиків складався з поляків Маріана Реєвського, Єжи Ружицького і Генрика Зигальського. Після успішної розгадки машини «Енігма», створив її діючу копію.
Є винахідником концепції, так званих, «аркушів (плахт) Зигальського», що полегшують дуже трудомісткий процес обробки перфорованих листів, які допомагають у визначенні послідовності дії коду ротора «Енігми». Розробки Зигальського і його колег послужили потужним поштовхом для роботи англійських криптоаналітиків. Відомо, що з «листів Зигальського» англійці зняли як мінімум дві копії.
Після закінчення другої світової війни залишався в еміграції у Великій Британії, де викладав математику в провінційній школі.
Зигальський помер 30 серпня 1978 року в Ліссі, був похований у Лондоні.
Володар почесного докторського ступеня Польського університету у вигнанні (англ. Polish University in Exile).
Посмертно нагороджений Великим Хрестом Ордену Відродження Польщі.
Перед Імператорським замком в Познані в 2007 році в пам'ять про дешифровщиків-поляків Реєвського, Ружицького і Зигальського, був споруджений  меморіальний обеліск.